# Hassane Fall
Hassane Fall (parfois orthographié Assane Fall) est un acteur français.

## Biographie
Hassane Fall tourne dès 1958 dans des productions internationales : Tamango de John Berry, avec Douta Seck, et Les Racines du ciel (The Roots of Heaven) de John Huston, où il retrouve Habib Benglia et Bachir Touré.
Il joue dans une adaptation pour la télévision de L'Aigle à deux têtes, avec Claude Gensac et Giani Esposito, diffusée en 1962. Il trouve un rôle important avec Corinne Marchand dans Liberté 1 d'Yves Ciampi en 1962.
Ce n'est qu'en 1975 qu'il réapparaît à l'écran, pour un second rôle dans un film audacieux, La Bête de Walerian Borowczyk en 1975. Il tourne à nouveau pour ce réalisateur en 1979.
Le réalisateur Benoît Jacquot l'emploie dans deux de ses films, Les Enfants du placard (1977) et Les Mendiants (1988).

## Filmographie
- 1958 : Tamango, de John Berry, d'après Prosper Mérimée
- 1958 : Les Racines du ciel (The Roots of Heaven) de John Huston, d'après Romain Gary : Inguélé
- 1962 : L'Aigle à deux têtes, téléfilm de Philippe Ducrest, d'après Jean Cocteau : Tony
- 1962 : Liberté 1 d'Yves Ciampi : Abdoulaye
- 1975 : La Bête de Walerian Borowczyk : Ifany
- 1977 : L'Autre France d'Ali Ghalem
- 1977 : Les Enfants du placard de Benoît Jacquot : Diop
- 1978 : L'État sauvage de Francis Girod : le ministre de la jeunesse
- 1979 : Les Héroïnes du mal de Walerian Borowczyk : Petrus
- 1981 : Broken English de Michie Gleason : Amidou
- 1985 : Le Vertige de la passion d'Armand Balima
- 1988 : Les Mendiants de Benoît Jacquot : Grégoire